# Équipe d'Italie de football en 2013
L'équipe d'Italie de football dispute dix-huit matchs en 2013. Elle joue cinq rencontres à la Coupe des confédérations 2013, six matchs qualificatifs pour le Mondial 2014 et sept matchs amicaux.

## Résumé de la saison
Huit nations participent à la Coupe des confédérations. En théorie, il s'agît des six champions continentaux en titre plus  le champion du monde en titre et le pays organisateur. Finaliste de l'Euro 2012, l'Italie est invitée à participer à la Coupe des confédérations 2013 car l'Espagne, championne d'Europe, est aussi championne du monde en titre. Le pays participe pour la seconde fois à cette compétition qui a lieu en juin 2013 et obtient la troisième place grâce sa victoire aux tirs au but contre l'Uruguay lors de la petite finale.
Le reste de l'année civile est composé de matchs amicaux et des éliminatoires de la coupe du monde 2014. L'Italie termine première du groupe B devant le Danemark et se qualifie ainsi directement pour le mondial 2014.

## Les matchs
| No | Date              | Ville, stade                                    | Adversaire  | Score          | Comp | Buteur(s) pour l'Italie                                            | Buteur(s) pour l'adversaire                 |
| -- | ----------------- | ----------------------------------------------- | ----------- | -------------- | ---- | ------------------------------------------------------------------ | ------------------------------------------- |
| 1  | 6 février 2013    | Amsterdam, Amsterdam Arena                      | Pays-Bas    | 1-1            | A.   | Verratti 90+1e                                                     | Lens 33e                                    |
| 2  | 21 mars 2013      | Lancy, Stade de Genève                          | Brésil      | 2-2            | A.   | De Rossi 54e, Balotelli 57e                                        | Fred 33e, Oscar 42e                         |
| 3  | 26 mars 2013      | Attard, Ta' Qali Stadium                        | Malte       | 0-2            | QCM. | Balotelli 8e (pen.) 45e                                            |                                             |
| 4  | 31 mai 2013       | Bologne, Stade Renato-Dall'Ara                  | Saint-Marin | 4-0            | A.   | Poli 28e, Gilardino 34e, Pirlo 51e (cf.), Aquilani 80e             |                                             |
| 5  | 7 juin 2013       | Prague, Generali Arena                          | Tchéquie    | 0-0            | QCM. |                                                                    |                                             |
| 6  | 11 juin 2013      | Rio de Janeiro, Stade São Januário              | Haïti       | 2-2            | A.   | Giaccherini 1re, Marchisio 72e                                     | Millien 85e, Peguero 90+1e (pen.)           |
| 7  | 16 juin 2013      | Rio de Janeiro, Stade Maracanã                  | Mexique     | 1-2            | CC.  | Pirlo 27e (cf.), Balotelli 78e                                     | Chicharito 34e (pen.)                       |
| 8  | 19 juin 2013      | São Lourenço da Mata, Itaipava Arena Pernambuco | Japon       | 3-4            | CC.  | De Rossi 41e, Uchida 50e (csc), Balotelli 52e (pen.), Giovinco 86e | Honda 21e (pen.), Kagawa 33e, Okazaki 69e   |
| 9  | 22 juin 2013      | Salvador, Itaipava Arena Fonte Nova             | Brésil      | 2-4            | CC.  | Giaccherini 50e, Chiellini 70e                                     | Dante 45+1e, Neymar 54e (cf.), Fred 65e 88e |
| 10 | 27 juin 2013      | Fortaleza, Stade Governador-Plácido-Castelo     | Espagne     | 0-0 ap 6-7 tab | CC.  |                                                                    |                                             |
| 11 | 30 juin 2013      | Salvador, Itaipava Arena Fonte Nova             | Uruguay     | 2-2 ap 3-2 tab | CC.  | Astori 24e, Diamanti 73e (cf.)                                     | Cavani 58e 78e (cf.)                        |
| 12 | 14 août 2013      | Rome, Stade olympique                           | Argentine   | 1-2            | A.   | Insigne 76e                                                        | Higuaín 20e, Banega 49e                     |
| 13 | 6 septembre 2013  | Palerme, Stade Renzo-Barbera                    | Bulgarie    | 1-0            | QCM. | Gilardino 38e                                                      |                                             |
| 14 | 10 septembre 2013 | Turin, Juventus Stadium                         | Tchéquie    | 2-1            | QCM. | Chiellini 51e, Balotelli 54e (pen.)                                | Kozák 19e                                   |
| 15 | 11 octobre 2013   | Copenhague, Parken Stadium                      | Danemark    | 2-2            | QCM. | Osvaldo 28e, Aquilani 90+1e                                        | Bendtner 45+1e 79e                          |
| 16 | 15 octobre 2013   | Naples, Stade San Paolo                         | Arménie     | 2-2            | QCM. | Florenzi 24e, Balotelli 76e                                        | Movsiyan 4e, Mkhitaryan 70e                 |
| 17 | 15 novembre 2013  | Milan, Stade Giuseppe-Meazza                    | Allemagne   | 1-1            | A.   | Abate 28e                                                          | Hummels 8e                                  |
| 18 | 18 novembre 2013  | Londres, Craven Cottage                         | Nigeria     | 2-2            | A.   | Rossi 12e, Giaccherini 47e                                         | Dike 35e, Ameobi 39e                        |

A : match amical.
QCM : match qualificatif pour le Mondial 2014.
CC : match de Coupe des confédérations 2013.
- Match gagné
- Match nul
- Match perdu